# Рамон Аріас
Рамон Аріас (ісп. Ramón Arias; нар. 27 липня 1992, Монтевідео) — уругвайський футболіст, захисник клубу «Пуебла».

## Клубна кар'єра
Вихованець «Дефенсор Спортінг». У дорослому футболі дебютував 2011 року виступами за основну команду «Дефенсора», кольори якої захищав до літа 2015 року. За цей час Аріас встиг зіграти у 112 матчах Прімери.
Влітку 2015 року Рамон перейшов до складу мексиканського клубу «Пуебла». Відтоді встиг відіграти за команду з Пуебли 15 матчів в національному чемпіонаті.

## Виступи за збірні
2009 року дебютував у юнацькій збірній Уругваю, в складі якої брав участь у юнацькому чемпіонаті світу 2009 року. Всього взяв участь у 4 іграх на юнацькому рівні.
З 2011 року залучався до складу молодіжної збірної Уругваю, разом з якою брав участь у молодіжному чемпіонаті Південної Америки 2011 року та молодіжному чемпіонаті світу 2011 року. Всього на молодіжному рівні зіграв у 7 офіційних матчах.
2012 року захищав кольори олімпійської збірної Уругваю на Олімпійських іграх 2012 року у Лондоні.

## Титули та досягнення
- Чемпіон Уругваю (1):

«Пеньяроль»: 2017
- Володар Суперкубка Уругваю (2):

«Пеньяроль»: 2018, 2022
Збірні
- Срібний призер Молодіжного чемпіонату Південної Америки (1): 2011